# Mimi (Puppe)
Die Stadtgans Mimi ist eine Klappmaulpuppe, die aus den ORF-Fernsehsendungen Am dam des, Confetti TiVi und Mimis Schnattershow bekannt ist. Sie wird von Christine Rothstein gespielt und gesprochen.
Erstmals wurde die 1980 von Arminio Rothstein geschaffene Mimi für eine Adaption des Hauff-Märchens Der Zwerg Nase verwendet. Seit damals ist sie auch fixer Bestandteil der ORF-Kindersendungen. 
Nach den Auftritten bei Am dam des moderierte sie gemeinsam mit Stefan Fleming den Nachfolger „Raus mit Stefan“, in dem die beiden interessante Orte aus ganz Österreich bereisten und darüber berichteten. Ab 1997 löste die Kids-Com „Mimis Villa Schnattermund“ dieses Format ab, wo das Zusammenleben von Mimi und ihren Freunden Roman, Markus, Ingrid, Grissi, Kurt, Oliver und Enrico gezeigt wurde. Von 2002 bis 2004 hatte sie eine eigene Fernsehsendung – „Mimis Schnattershow“ –, in der sie Kindern im Kindergarten- und Vorschulalter Wissenswertes aus aller Welt erklärte. Zwischen 2004 und 2008 war sie im „Zirkus um Confetti“ zu sehen, wo sie zusammen mit Herrn Mitterhuber, Confetti, dem Kaninchen Schuschu, dem Hund Bobo und den Wuscheln viel Spannendes erlebte.
2002 hat die Österreichische Post eine Briefmarke mit ihrem Konterfei herausgebracht.

## Sendungen und Auftritte
- Herr Anatol und seine Freunde - Betthupferln, (1978)
- Kalif Storch (1980)
- O mein Jojo. Das Leben des Clown Habakuk, aus der Reihe „Metternichgasse 12“ (1980)
- Clown Habakuks Puppenzirkus (1980–1994)
- Am dam des (1980–1994)
- Weihnacht mit Weltstars mit Luciano Pavarotti und Mimi (24. Dezember 1984)
- Raus mit Stefan (Am dam des-Neugestaltung 1994–1997)
- Enrico-Shows (1995)
- Mimis Villa Schnattermund (1997–2002)
- Mimis Schnattershow (2002–2004)
- Schöner Leben (8. Dezember 2002)
- Zirkus um Confetti (2004–2008)
- Mimi und Roman Show (mit Roman Kollmer)
- Enrico und seine Tiere mit Mimi
- Lisa sucht das Christkind (Theaterstück, 3. Dezember 2006)